# Цезія (візуальний зовнішній вигляд)

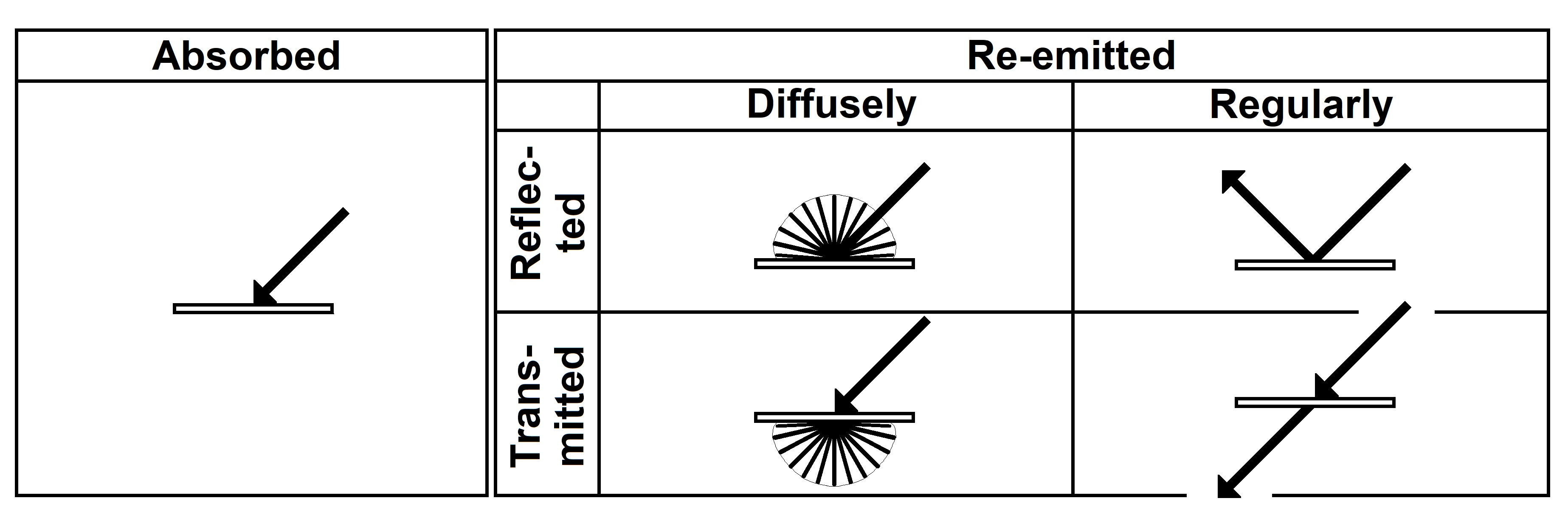
Можливі просторові розподіли світла, що падає на поверхню.

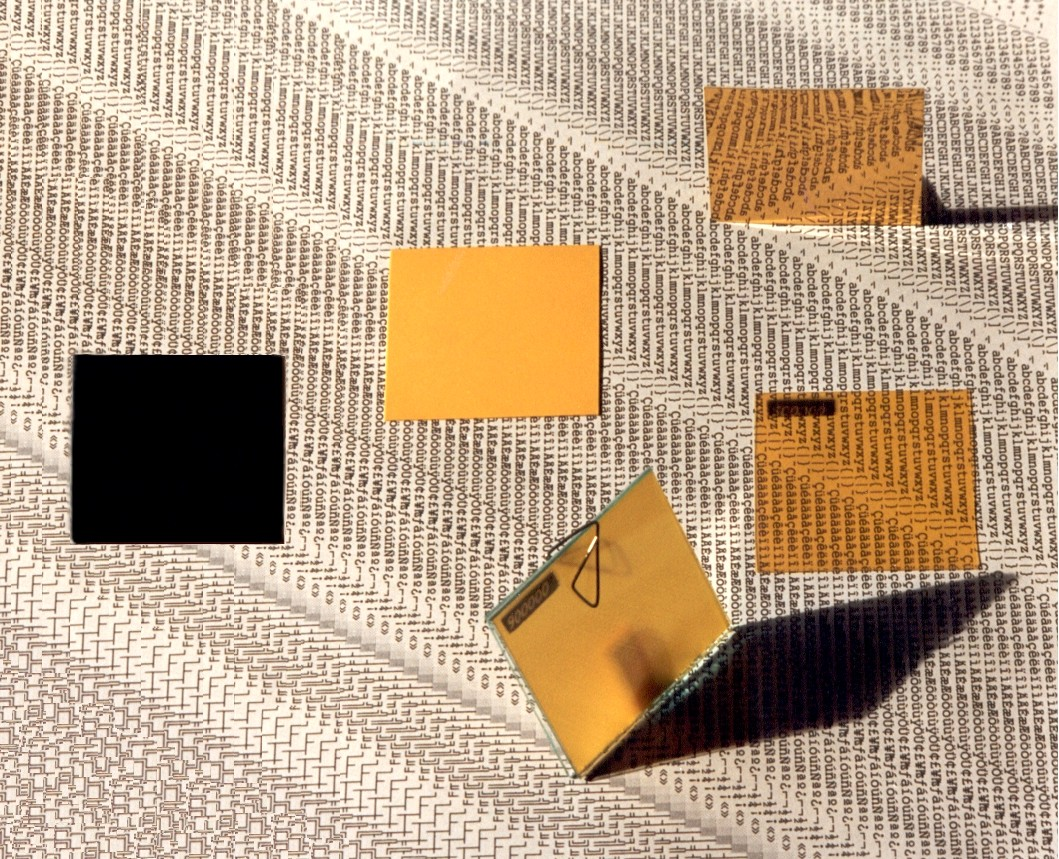
П'ять основних цезій: чорна, матова, дзеркальна, напівпрозора та прозора.

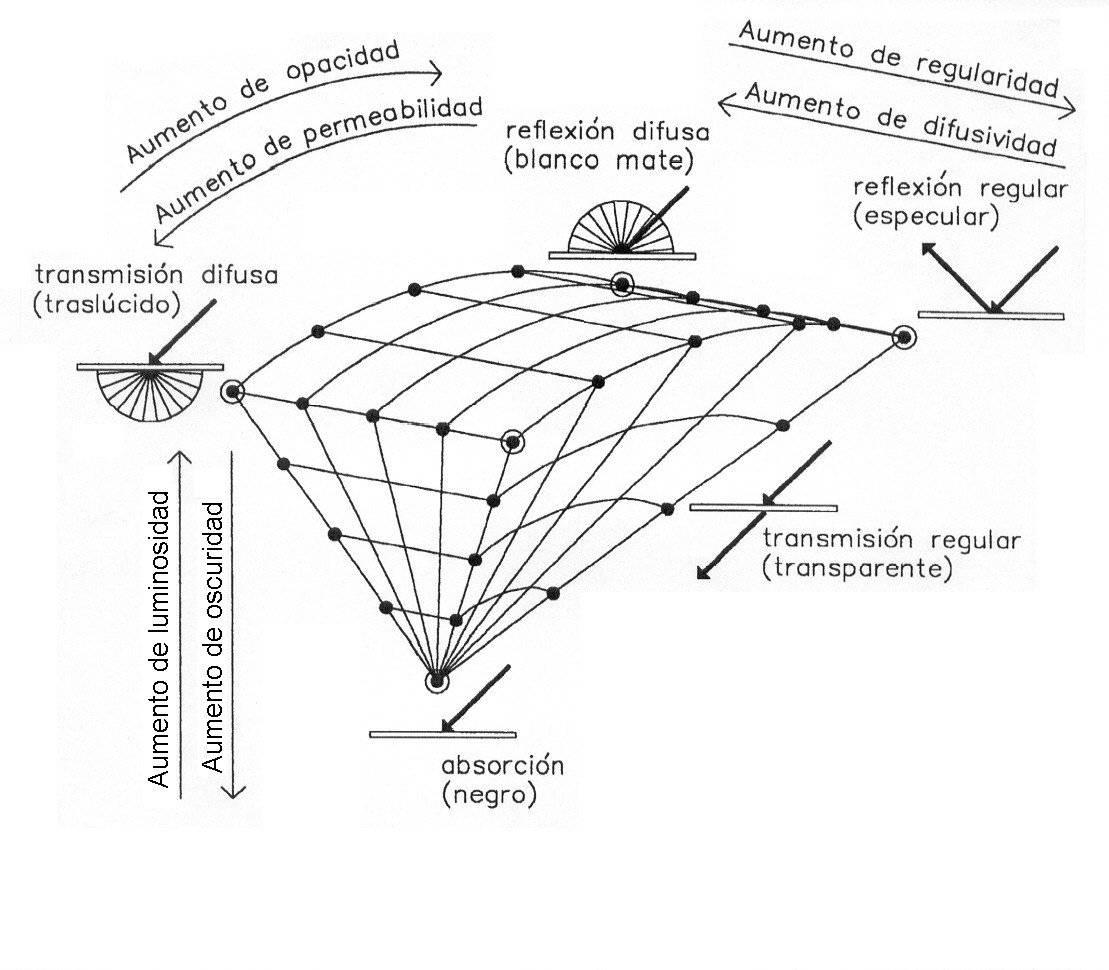
Схема впорядкування цезій.

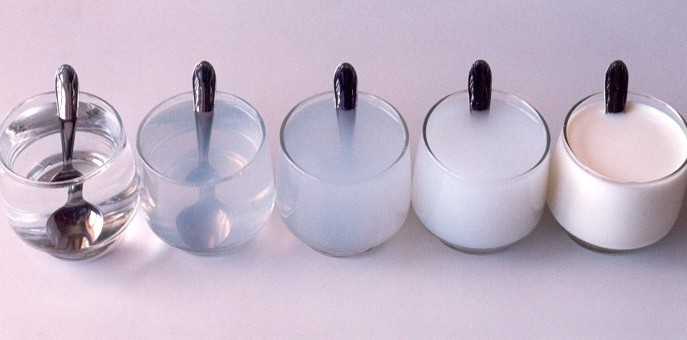
Шкала цезії: від прозорої до непрозорої (зміна проникності), шляхом змішування прозорої води та молока.

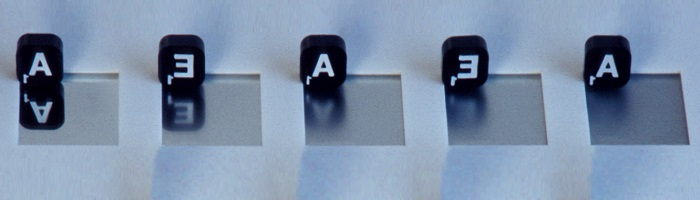
Шкала цезій від дзеркальної до матової (варіація дифузивності), шляхом прогресивного заплямування дзеркала.

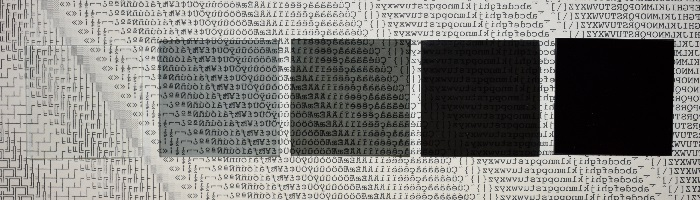
Шкала цезій від прозорого до чорного (варіація темряви) з використанням нейтральних фільтрів щільності.

Цезія — це назва візуальних явищ, що виникає внаслідок сприйняття просторового розподілу світла. Світлове випромінювання, яке не поглинається об'єктом, може відбиватись або проходити крізь нього — дифузно або дзеркально. Ці взаємодії світла з речовиною сприймаються з більшою або меншою мірою блиску (від дзеркала до матової поверхні, як крайнощі), більш або менш прозорі, напівпрозорі або непрозорі, на різних рівнях темряви (згідно з віссю світло–темрява).

## Передумови та розвиток концепції
Це той самий феномен, який Річард С. Хантер (1969) називає «геометричними атрибутами зовнішнього вигляду». Перевага полягає в тому, що концепція цезії охоплює всі задіяні аспекти одним словом, і що всі цезії були організовані в тривимірну систему порядку відповідно до трьох осей варіації, подібно до систем колірного порядку або колірних моделей.
До Річарда Хантера, який також розробив інструменти для вимірювання цих аспектів зовнішності, серед інших попередників у цих аспектах були німецький психолог Давид Кац, Американське оптичне товариство (OSA) та філософ Людвіг Вітгенштейн. Кац першим зрозумів, що існують різні способи прояву кольору, такі як поверхневі кольори (непрозорі), плівкові кольори (пов'язані з прозорістю), об'ємні кольори (пов'язані з прозорістю, але також і з напівпрозорістю), дзеркальні кольори та блиск. Комітет з колориметрії OSA запропонував одинадцять атрибутів для класифікації різних аспектів візуального вигляду, з яких останні три атрибути — це прозорість, глянець та блиск. Серед інших питань, Вітгенштейн обговорює неможливість того, щоб щось називалося «прозорим білим», взаємозв'язок між «золотим» та «жовтим» (з блиском та без нього), що подібно до взаємозв'язку між «срібним» та «сірим», або можливість говорити про «чорні дзеркала».
Осями варіації цезії є: проникність для світла (з крайніми значеннями — прозоре та непрозоре), дифузність (від дифузного до дзеркального або чіткого відбиття) та ступінь темряви (від світлого до темного або чорного). Змінна дифузності, яка охоплює різні ступені розсіювання світла, від нуля до максимуму, та появи між цими крайнощами, пов'язана з поняттям чіткості зображення (DOI — Distinctness of Image).
Термін «цезія» був запропонований Сезаром Яннелло у 1980-х роках. Яннелло помер у 1985 році, так і не розвинувши цю концепцію глибше (окрім вказівки, що вона стосується таких візуальних якостей, як прозорість, напівпрозорість, блиск, непрозорість тощо), і не розробивши системи впорядкування цезій. Це було метою Хосе Луїса Кайвано з кінця вісімдесятих та початку дев'яностих років. Згодом концепцію цезії також підхопили та розширили інші автори, які застосували її до різних галузей: Ґрін-Армітейдж (1993, 2017), Лозано (2006), Джильйо (2015), Хофре (2017), і це лише деякі з них.

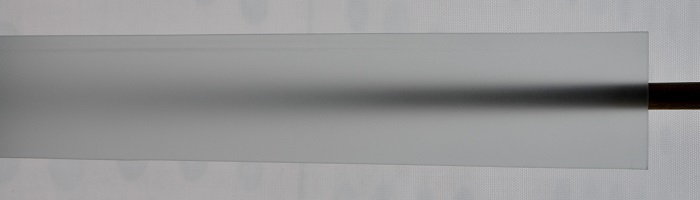
Поступова зміна цезію від напівпрозорого до прозорого (зміна коефіцієнта дифузії): Матове скло на зменшенні відстані перед об'єктом.

- Виразність зображення
- Матове скло
- Глянцевий (оптичний)
- Блиск (текстиль)
- Блискучі відбитки
- Непрозорість (оптика)
- Блиск фарби
- Відображення (фізика)
- Теорія розсіювання
- Прозорість та напівпрозорість